# Сен-Пьер-о-Ноннен
Сен-Пьер-о-Ноннен (фр. L’église Saint-Pierre-aux-Nonnains) — церковь в Меце, малая базилика.

## История
Церковь Святого Петра является самым старым из сохранившихся религиозных строений Лотарингии, возможно, и всей Франции. Она датируется концом IV века вместе с фортификационными сооружениями исторического Меца. Первоначально строение не являлось храмом, а было частью римских терм. В седьмом столетии строение стало церковью одноимённого бенедиктинского аббатства, чьей первой настоятельницей была Вальрада фон Санкт-Пьер. Несколько позже к нему были пристроены хоры. Дальнейшие изменения в архитектуре строения произошли в одиннадцатом (пристроен новый неф), пятнадцатом и шестнадцатом веках, и церковь приобрела ранне-романский облик. В шестнадцатом веке здание церкви увенчал готический свод. В 1552 году, во время боёв между войсками короля Франции Генриха II и императора Священной Римской империи Карла V, церковь была частично разрушена, после чего монастырь был распущен.

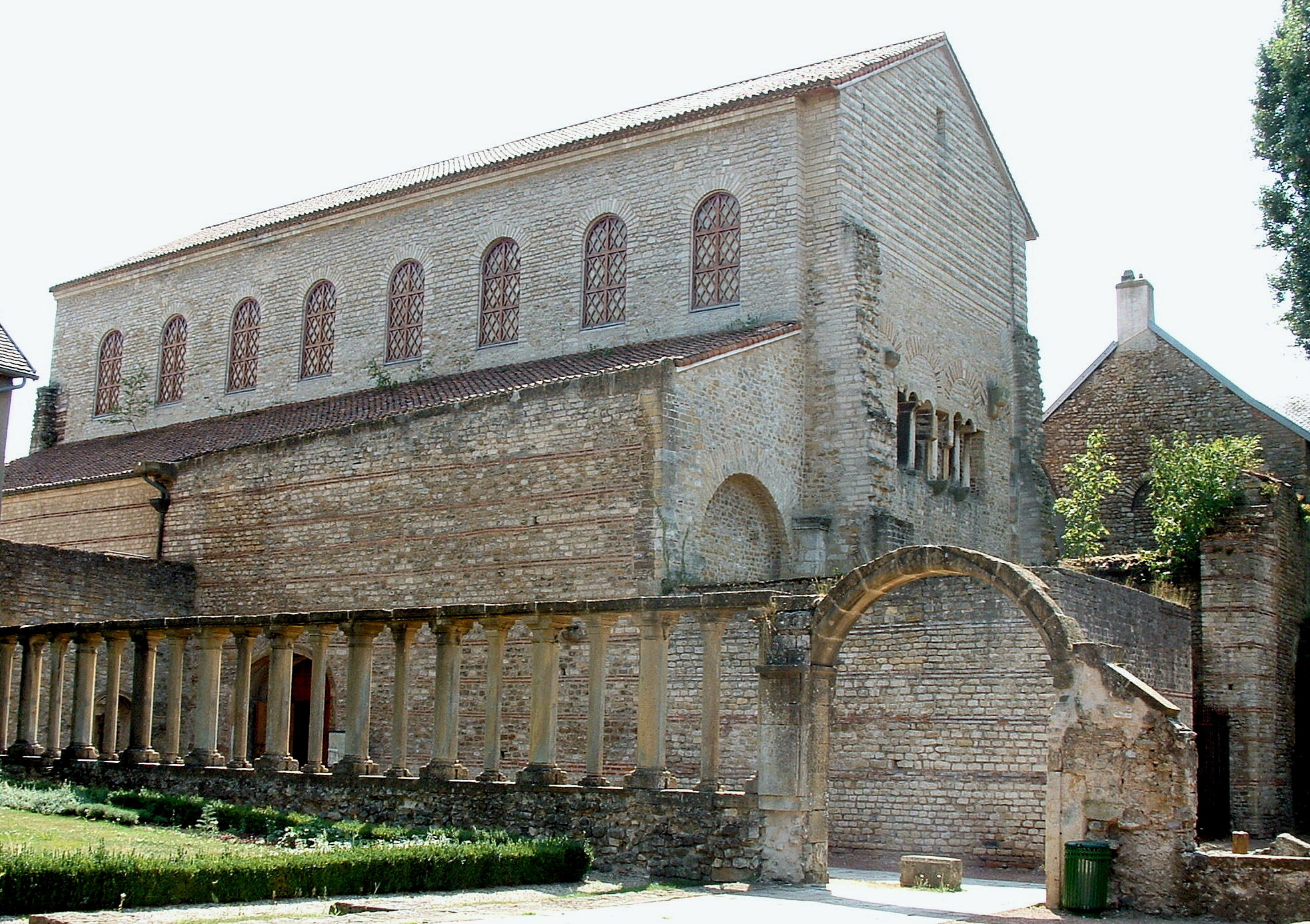
Сен-Пьер-о-Ноннен

В 1909 году зданию и остаткам аббатства был присвоен статус исторического памятника.
Вплоть до начала 1970-х гг. постройки использовались в качестве арсенала и склада.
После реконструкции Сен-Пьер-о-Ноннен открыт для концертов и выставок.